# اچ‌ام‌اس ایشام (ام۲۷۰۳)
اچ‌ام‌اس ایشام (ام۲۷۰۳) (به انگلیسی: HMS Isham (M2703)) یک کشتی بود که طول آن ۱۰۶ فوت ۶ اینچ (۳۲٫۴۶ متر) بود. این کشتی در سال ۱۹۵۴ ساخته شد.